# Çiğdem, Hacıbektaş
Çiğdem là một xã thuộc huyện Hacıbektaş, tỉnh Nevşehir, Thổ Nhĩ Kỳ. Dân số thời điểm năm 2011 là 158 người.